# Кафелате
Кафела̀те (на италиански: caffellatte, също caffè latte или caffè e latte, букв. кафе и мляко), често съкращавано до ла̀те, е напитка от италиански произход, съставена главно от кафе еспресо и прясно мляко, която често се консумира както у дома, така и в кафенетата.

## Приготвяне
У дома кафелатето се приготвя с различни количества кафе и мляко и се сервира в чаша или купа.
В кафенето, за разлика от капучиното, кафелатето обикновено се сервира в стъклена чаша като лате макиато и обикновено се приготвя с горещо мляко или, особено през лятото, със студено мляко и понякога дори със студено кафе. Пропорциите на млякото и кафето са същите като тези, използвани за капучиното, докато пяната или млечната сметана липсват изцяло.

## Разпространение
Подобни напитки са популярни в цял свят. В англосаксонските страни обикновено се нарича просто лате (понякога дори с тежко или остро ударение на e), на френски се нарича café au lait, на испански café con leche и на португалски café com leite.